# Christine Defraigne
Christine Defraigne (Liegi, 29 aprile 1962) è una politica belga, di lingua francese, membro del Movimento Riformatore (MR) e Presidente del Senato del Belgio dal 2014 al 2018.

## Biografia
Figlia dell'ex deputato e presidente della Camera dei rappresentanti Jean Defraigne, Christine Defraigne segue gli studi di legge presso l'Università di Liegi, da cui ne esce laureandosi. Diventa avvocato del foro di Liegi, lavora come assistente in diritto tributario presso l'Università di Liegi, mentre consiglia il Vice primo ministro per le riforme istituzionali, Jean Gol, nel suo gabinetto. Essa si impegnerà politicamente nel Movimento Riformatore.
Nel 1989 Christine Defraigne è stata eletta consigliere comunale a Liegi, assume questo mandato fino al 1994; cinque anni dopo, nel 1999 è stata eletta al Parlamento vallone, prima di essere nominata presidente del gruppo MR al Senato, un'istituzione alla quale si è unita all'inizio di quell'anno. Nel 2010 è stata eletta alla presidenza della Commissione di Giustizia al Senato.
Il 14 ottobre 2014 pochi giorni dopo la formazione di un governo di coalizione guidato dal liberale Charles Michel, Christine Defraigne viene eletta Presidente del Senato dai suoi pari. Subentra a Sabine de Bethune, e diventa la terza donna a presiedere i lavori della Camera alta del Parlamento federale. Viene rieletta il 13 ottobre 2015 e lascia la presidenza del Senato il 31 novembre 2018, in quanto divenuta assessore di Liegi tre giorni dopo, a seguito delle elezioni regionali del 2018.

## Punti di vista
Defraigne è una femminista e liberale. È stata uno dei co-firmatari del progetto di legge sull'espansione dell'eutanasia ai minori, che è stato approvato con un voto a maggioranza nel giugno 2013.